# Seilbahn Madrid

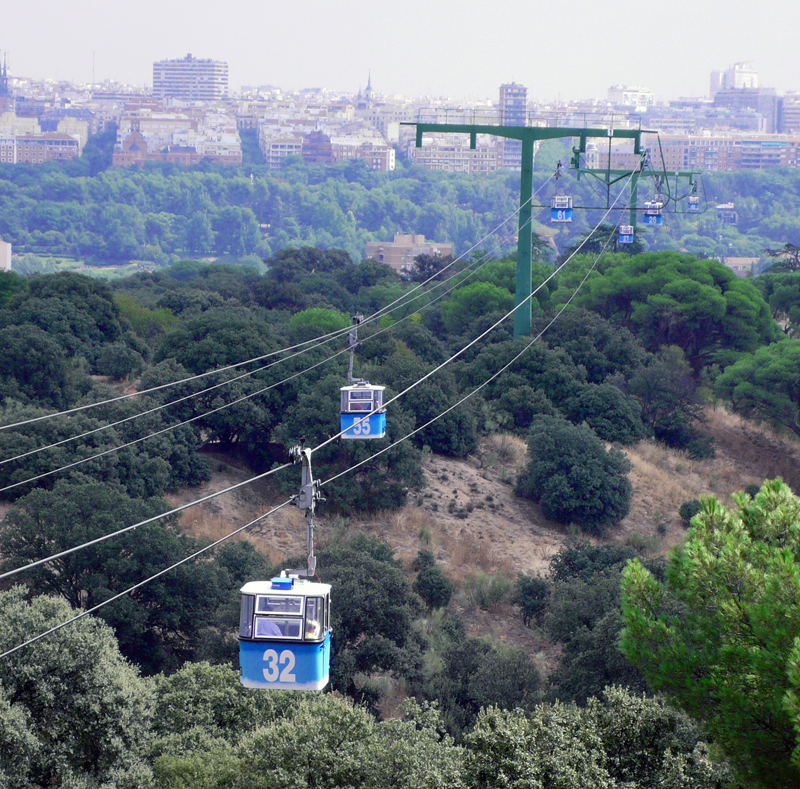
Seilbahn Madrid

Die Seilbahn von Madrid (spanisch Teleférico de Madrid) ist eine Luftseilbahn in der spanischen Hauptstadt Madrid. Sie beginnt in der Paseo del Pintor Rosales und endet mitten im weitläufigen Stadtpark Casa de Campo. Dabei überquert sie in der Nähe des Bahnhofs Príncipe Pío die S-Bahn in Richtung Nordwesten, San Antonio de la Florida sowie den Rio Manzanares und endet am Garabitas-Hügel.
Sie wird von der Empresa Municipal de Transportes (EMT), dem kommunalen Verkehrsunternehmen Madrids betrieben.

## Geschichte
Die Teleférico de Rosale, S.A. wurde am 6. September 1967 gegründet. Zuvor hatte die Stadtverwaltung im Juli desselben Jahres der Gesellschaft die Konzession für 35 Jahre für eine Strecke von 1500 Metern erteilt. Die Seilbahn wurde von der Schweizer Firma Von Roll erbaut und konnte am 20. Juni 1969 eröffnet werden. Die Anfangsinvestition betrug 100 Millionen Peseten.
Die Zweiseil-Bahn umfasst 80 Kabinen, in denen je vier bis fünf Personen Platz finden. Die Strecke ist 2457 Meter lang und an ihrer höchsten Stelle 40 Meter hoch. Die Talstation liegt 627 Meter über dem Meeresspiegel und die Bergstation auf 651 Metern. 1.200 Personen pro Stunde können bei einer Geschwindigkeit von 3,5 Metern pro Sekunde (12,6 km/h) transportiert werden. Die Fahrzeit beträgt elf Minuten. Seit der Eröffnung haben acht Millionen Passagiere die Bahn für fünf Millionen Fahrten genutzt. Sie wird jährlich von rund 180.000 Menschen genutzt und verkehrt fast das ganze Jahr lang.
Seit Herbst 2022 ist der Seilbahnbetrieb eingestellt, nachdem Seilfehler aufgefallen waren. Die ursprünglich geplante Reparatur wurde zugunsten einer umfassenden Erneuerung verworfen. Diese soll im ersten Quartel 2025 beginnen und 2027 abgeschlossen sein. Danach sollen statt der bisherigen 6er dann 10er Kabinen zum Einsatz kommen. Der Umbau soll 36,8 Millionen Euro kosten.